# Cellino & Barnes
Cellino & Barnes fue un bufete de abogados estadounidense de lesiones personales con sede en Búfalo, Nueva York.  Fue fundada en 1998 por Ross Cellino y Stephen Barnes, y se disolvió en 2020 poco antes de la muerte de Stephen Barnes.  Son bien conocidos a nivel nacional por su jingle distintivo, que se convirtió en un meme de internet.  La firma tenía oficinas en todo el estado de Nueva York, incluyendo la ciudad de Nueva York, y también en Los Ángeles.  En 2017, Cellino & Barnes tenía 50 abogados y 250 empleados en sus oficinas.

Tras la disolución de la firma en junio de 2020, los dos abogados formaron agencias separadas: Cellino Law y The Barnes Firm.

El 2 de octubre de 2020, Barnes, junto con su sobrina Elizabeth, murieron en el accidente de un avión privado monomotor TBM 700 en Pembroke, condado de Genesee, Nueva York.  Tenía 61 años.  Tras su muerte, el hermano de Barnes, Rich Barnes, asumió el cargo de cabeza y rostro de la empresa.